# Douglas Hyde
Douglas Hyde (en gaélico: Dubhghlas de hYde, seudónimo: An Cribín Aoibhinn') (Castlerea, Roscommon, 17 de enero de 1860-Dublín, 12 de julio 1949) fue un lingüista y político irlandés. Fue el primer presidente de la República de Irlanda, cargo que ejerció entre el 25 de junio de 1938 y el 24 de junio de 1945.

## Biografía
Hyde nació en Longford House en Castlerea, condado de Roscommon, mientras su madre, Elizabeth Hyde (de soltera Oldfield; 1834-1886), se encontraba de visita. Su padre, Arthur Hyde, cuya familia era originaria de Castlehyde, cerca de Fermoy, condado de Cork, fue rector eclesiástico de Kilmactranny, condado de Sligo, de 1852 a 1867, y fue aquí donde Hyde pasó sus primeros años. Arthur Hyde y Elizabeth Oldfield se casaron en el condado de Roscommon, en 1852, y tuvieron otros tres hijos: Arthur Hyde (1853-79 en el condado de Leitrim), John Oldfield Hyde (1854-96 en el condado de Dublín) y Hugh Hyde (1856).
En 1867, su padre fue nombrado prebendado y rector de Tibohine, y la familia se trasladó a la vecina Frenchpark, en el condado de Roscommon. Fue educado en casa por su padre y su tía debido a una enfermedad infantil. De joven, le fascinaba oír hablar en irlandés a los ancianos de la localidad. El guardabosques Séamus Hart y la esposa de su amigo, la Sra. Connolly, ejercieron en él una influencia especial. A los 14 años, Hyde se sintió desolado cuando Hart murió, y su interés por la lengua irlandesa -la primera que empezó a estudiar con cierto detenimiento, como empresa propia- flaqueó durante un tiempo. Sin embargo, visitó Dublín varias veces y se dio cuenta de que había grupos de personas que, como él, se interesaban por el irlandés, una lengua menospreciada en aquella época por muchos y considerada atrasada y anticuada.
Rechazando la presión familiar para que, como las generaciones anteriores de Hydes, siguiera la carrera de clérigo anglicano, Hyde se convirtió en académico. Ingresó en el Trinity College de Dublín, donde llegó a dominar el francés, el latín, el alemán, el griego y el hebreo, y se graduó en 1884 como moderador en literatura moderna. Medallista de la Sociedad Histórica del College, fue elegido presidente de la misma en 1931. Su pasión por el renacimiento de la lengua irlandesa, que ya estaba en grave declive, le llevó a ayudar a fundar la Liga Gaélica, o en irlandés, Conradh na Gaeilge, en 1893.
Hyde se casó en 1893 con Lucy Kurtz, nacida en Alemania pero criada en Gran Bretaña. La pareja tuvo dos hijas, Nuala y Úna.

## Trayectoria

### Conradh na Gaeilge
Hyde se afilió a la Sociedad para la Preservación de la Lengua Irlandesa hacia 1880 y, entre 1879 y 1884, publicó más de cien versos irlandeses bajo el seudónimo de An Craoibhín Aoibhinn (trad. lit. la agradable ramita).
Al principio ridiculizado, el movimiento irlandés fue ganando adeptos. Hyde ayudó a fundar el Gaelic Journal en 1892; en noviembre escribió un manifiesto titulado The necessity for de-anglicising the Irish nation (La necesidad de Desanglificar la nación irlandesa), en el que defendía que Irlanda debía seguir sus propias tradiciones en lengua, literatura y vestimenta.
En 1893, ayudó a fundar Conradh na Gaeilge (la Liga Gaélica) para fomentar la preservación de la cultura, la música, la danza y la lengua irlandesas. Una nueva generación de republicanos irlandeses (entre ellos Pádraig Pearse, Éamon de Valera, Michael Collins y Ernest Blythe) se politizó gracias a su participación en Conradh na Gaeilge. Hyde rellenó el formulario del censo de 1911 en irlandés.
Incómodo con la creciente politización del movimiento, Hyde dimitió de la presidencia en 1915. Le sucedió el cofundador de la Liga, Eoin MacNeill.
Fue profesor de lengua irlandesa en el University College Dublin, donde uno de sus alumnos fue el futuro fiscal general y también Presidente de Irlanda, Cearbhall Ó Dálaigh.

### Senador
Hyde no estaba vinculado al Sinn Féin ni al movimiento independentista. Fue elegido miembro del Seanad Éireann, la cámara alta del Oireachtas (parlamento) del Estado Libre Irlandés, en unas elecciones parciales celebradas el 4 de febrero de 1925, en sustitución de Sir Hutcheson Poë.
En las elecciones al Seanad de 1925, Hyde quedó en el puesto 28 de los 78 candidatos, con 19 escaños disponibles. La Catholic Truth Society se opuso a él por su protestantismo y difundió su supuesto apoyo al divorcio. Los historiadores han sugerido que la campaña de la CTS fue ineficaz, y que los defensores de la lengua irlandesa obtuvieron malos resultados, ya que todos los respaldados por la Liga Gaélica perdieron.

### Presidente de Irlanda
Hyde destaca por ser el único dirigente de la Irlanda independiente que aparece en sus billetes, en este caso en un billete de la serie C de 50 libras irlandesas.
En abril de 1938, ya retirado del mundo académico, Hyde fue sacado de su retiro por el Taoiseach Éamon de Valera y nombrado de nuevo miembro del Seanad Éireann. Sin embargo, esta vez fue porque Hyde fue elegido, tras negociaciones entre partidos -después de una sugerencia inicial de Fine Gael- para ser el primer Presidente de Irlanda, cargo para el que fue elegido sin oposición. Fue elegido por varias razones:
- Tanto el Taoiseach, Éamon de Valera, como el líder de la oposición, W. T. Cosgrave, le admiraban.
- Ambos querían un Presidente con prestigio universal para dar credibilidad al nuevo cargo, sobre todo porque la nueva Constitución de 1937 no dejaba claro si el Jefe de Estado oficial era el Presidente o el monarca británico.
- Ambos querían purgar la humillación que se había producido cuando Hyde perdió su escaño en el Senado en 1925.
- Ambos querían un Presidente que demostrara que no había peligro de que el titular del cargo se convirtiera en un dictador autoritario, temor generalizado cuando se estaba debatiendo la nueva constitución en 1937.
- Ambos querían rendir homenaje al papel de Hyde en la promoción de la lengua irlandesa.
- Ambos querían elegir a un no católico para desmentir la afirmación de que el Estado era un "Estado confesional", aunque el 11 de mayo de 1937 Seán MacEntee, ministro de Finanzas del Fianna Fáil, había descrito la Constitución de 1937 en el Dáil Éireann como "la Constitución de un Estado católico".[15]

A pesar de estar en posición de dar forma al cargo de la presidencia a través de los precedentes, Hyde optó en general por una interpretación tranquila y conservadora del cargo. Su edad y su salud le obligaban a programar periodos de descanso a lo largo de sus días, y su falta de experiencia política le hacía deferir a sus asesores en cuestiones de política y poderes discrecionales, especialmente a su Secretario, Michael McDunphy. El 13 de noviembre de 1938, pocos meses después de la toma de posesión de Hyde, éste asistió a un partido internacional de fútbol entre Irlanda y Polonia en el Dalymount Park de Dublín. Esto se consideró una violación de la prohibición de la GAA de celebrar "partidos extranjeros", por lo que fue destituido como patrón de la GAA, honor que ostentaba desde 1902.
En abril de 1940, tras sufrir un infarto, se planificó su entierro y un funeral de Estado. Sin embargo, Hyde sobrevivió, aunque paralizado y en silla de ruedas.
Aunque el papel del Presidente de Irlanda es en gran medida ceremonial, la Constitución de Irlanda le confiere la autoridad para negarse a conceder la disolución del Dáil cuando el Taoiseach haya dejado de contar con el apoyo de la mayoría del Dáil. El Presidente es también el guardián de la Constitución y puede remitir la legislación al Tribunal Supremo antes de convertirla en ley.

### Jubilación y muerte
Hyde dejó el cargo el 25 de junio de 1945, optando por no presentarse a un segundo mandato. Debido a su mala salud, no regresó a su casa de Roscommon, Ratra, vacía desde la muerte de su esposa a principios de su mandato. Se trasladó a la antigua residencia del Secretario del Lord Teniente, en los terrenos de Áras an Uachtaráin, que rebautizó Little Ratra, donde vivió los cuatro años que le quedaban de vida. Murió a las 22.00 horas del 12 de julio de 1949, a la edad de 89 años.

## Obra literaria
Hyde publicó una recopilación de literatura popular irlandesa, "Beside the fire" ("Al lado del Fuego"), 1899. Publicó luego "Love Songs of Connacht" (Canciones de Amor de Connacht) en 1893, recopilación de sus poesías en irlandés, con traducción al inglés y "Religious Songs of Connacht, 1906 ("Canciones Religiosas de Connacht"). Autor además de Una Historia Literaria de Irlanda ("A Literary History of Ireland" 1899) y de un drama teatral de un solo acto en irlandés.